# راؤول منديز
راؤول منديز (بالإسبانية: Raúl Méndez)‏ هو ممثل مكسيكي، ولد في 11 أبريل 1975 في المكسيك.

## أعمال

### أفلام
- (2001) في زمن الفراشات
- (2005) أسطورة زورو[4]

### مسلسلات
- ناركوس

## وصلات خارجية
- راؤول منديز على موقع IMDb (الإنجليزية)
- راؤول منديز على موقع قاعدة بيانات الفيلم (الإنجليزية)